# Maison Remander
La Maison Remander (en finnois : Remanderin talo) est une maison historique du quartier de Kruununhaka à Helsinki en Finlande.

## Histoire
Construite en 1814 pour le commerçant Friedrich Remander, on lui ajoute un troisième niveau en 1873.
Elle est située entre la maison Brummer et la maison Sederholm.